# Estremoz
Estremoz (udtales IPA [(ɨ)ʃtɾɨ.moʃ]) er en kommune i Portugal med et samlet areal på 514.0 km² og et samlet befolkningstal på 15.064 indbyggere.

## Sogne
- Arcos
- Estremoz (Santa Maria)
- Estremoz (Santo André)
- Évora Monte (Santa Maria)
- Glória
- Santa Vitória do Ameixial
- Santo Estevão
- São Bento de Ana Loura
- São Bento do Ameixial
- São Bento do Cortiço
- São Domingos de Ana Loura
- São Lourenço de Mamporcão
- Veiros

## Eksterne links
- Rådhusets officielle webside Arkiveret 17. april 2006 hos  Wayback Machine

- Wikimedia Commons har flere filer relateret til Estremoz

38°50′32″N 7°35′17″V / 38.8422°N 7.588083°V